# Matthieu Platearius
Matthieu Platearius (en latin : Matthaeus Platearius) est un médecin de l'école de médecine de Salerne, à qui est attribuée la rédaction au XIIe siècle d'un ouvrage en latin sur les plantes médicinales intitulé Circa instans, ou Liber de simplici medicina, traduit par la suite en français sous le titre de Livre des simples médecines. C'est à la fois une liste alphabétique et un manuel de simples basés sur le Vulgaris de Dioscoride, qui décrit l'aspect, la préparation et les utilisations de divers remèdes. Largement acclamé, édité pour la première fois en 1488, ce fut l'un des premiers herbiers médiévaux publiés grâce au nouveau procédé d'impression.
Le botaniste allemand Ernst Meyer le tient dans la même estime que les ouvrages de Pline l'Ancien et de Dioscoride, tandis que George Sarton, historien des sciences américain, pense que ce n'est qu'une version améliorée du De materia medica de Dioscoride,.
Matthieu et son frère Johannes étaient les fils d'une femme médecin de l'école de Salerne, mariée à Johannes Platearius I. On suppose qu'il s'agit de Trotula, qui serait l'auteur de traités importants sur la gynécologie, dont « Les Maladies des femmes »,.